# Artamonov (Mondkrater)
Artamonov ist ein kleiner Einschlagkrater auf der Mondrückseite.
Der Krater liegt nordöstlich des Mare Marginis und ist daher von der Erde aus nicht mehr sichtbar.  Er befindet sich auf etwa halbem Wege zwischen den größeren Kratern Joliet im Westen und Seyfert im Osten.
Er gehört zur sogenannten Lomonosov-Fleming-Region, einem Einschlagbecken aus der nektarischen Periode. Der Krater selbst wird in die früh-imbrische Periode datiert.
Der Kraterrand ist stark erodiert und weit von der typischen Kreisform entfernt. Der Krater setzt sich aus mehreren Teilkratern zusammen und hat einen sehr ebenen, basaltigen Kraterboden, der nur wenige Strukturen aufweist.
Der Krater wurde 1970 von der IAU offiziell nach dem russischen Raketeningenieur Nikolai Nikolajewitsch Artamonow benannt.
Dem Krater Artamonov sind keine Nebenkrater zugeordnet.

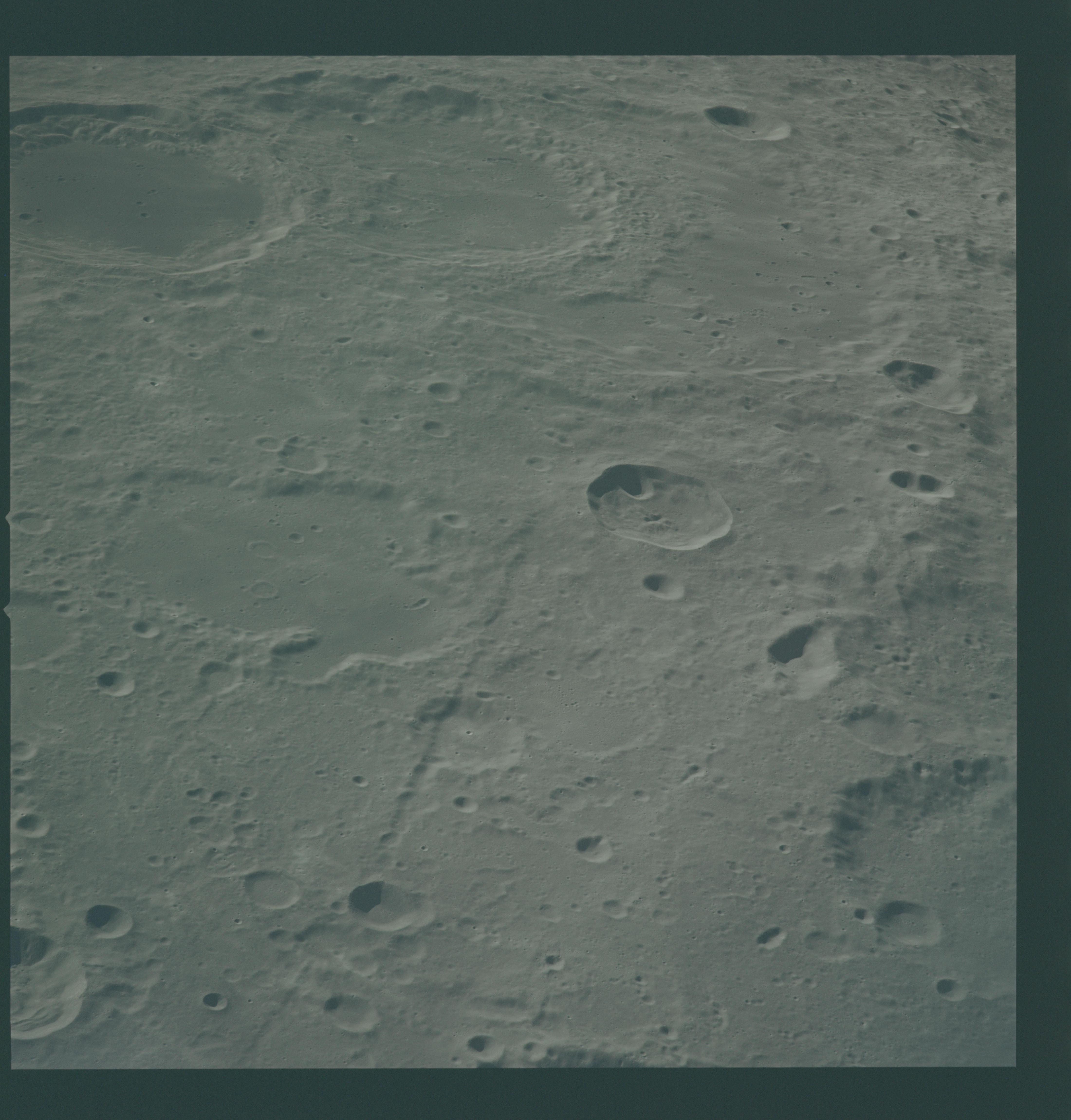
Catena Artamonov, links von der Bildmitte liegt der Krater Artamonov

## Catena Artamonov
Nordöstlich zieht sich eine 131 km lange Kraterkette, die in obigem Kraterbild deutlich zu erkennen ist. Das zweite Bild zeigt eine Gesamtansicht der Kette, die ebenfalls von Apollo 16 gemacht wurde. Die Kraterkette trägt seit 1976 wegen ihrer Nähe zum Krater den Namen Catena Artamonov.